# أندرو تانغ (سائق سباق)
أندرو تانغ (بالصينية: 鄧立恆؛ بالإنجليزية: Andrew Tang) هو سائق سباق سنغافوري، ولد في 13 نوفمبر 1994.

## وصلات خارجية
- الموقع الرسمي
- أندرو تانغ على موقع DriverDB.com (الإنجليزية)